# Mường Giôn
Mường Giôn là một xã thuộc huyện Quỳnh Nhai, tỉnh Sơn La, Việt Nam.
Xã có diện tích 187,36 km², dân số năm 1999 là 6642 người, mật độ dân số đạt 35 người/km².